# Leucopogon flavescens
Leucopogon flavescens är en ljungväxtart som beskrevs av Otto Wilhelm Sonder. Leucopogon flavescens ingår i släktet Leucopogon och familjen ljungväxter. Inga underarter finns listade i Catalogue of Life.